# Operación Dombás-Don
La operación Dombás-Don fue una campaña militar de la guerra civil rusa, sucedida entre enero y febrero de 1918 y realizada por las fuerzas del Frente Revolucionario del Sur, al mando del comandante Vladímir Antónov-Ovséyenko, contra las tropas cosacas del atamán Alekséi Kaledín y el Ejército de Voluntarios en el Dombás y el territorio de los cosacos del Don. Esta operación permitió a los bolcheviques apoderarse de toda Rusia después de la revolución de Octubre.

## Antecedentes
En noviembre de 1917, los bolcheviques, mencheviques y socialrevolucionarios crearon un comité conjunto revolucionario-militar en Rostov del Don. A petición de los primeros, 2000 marineros de la Flota del Mar Negro, con base en Sebastopol, se unieron a la Guardia Roja. El 9 de diciembre de 1917, el comité inició un levantamiento en la ciudad; los socialrevolucionarios y mencheviques, que no estuvieron de acuerdo con esta decisión, abandonaron posteriormente el comité. El levantamiento fue un éxito y los bolcheviques tomaron el control de Rostov. Seis días después, tropas cosacas contrarrevolucionarias bajo el mando del general de caballería Alekséi Kaledín atacaron a la urbe, derrotando a la Guardia Roja, numéricamente más fuerte, pero peor organizada y comandada. Los marineros en particular, resultaron de poco valor militar. Después de perder un enfrentamiento con los cosacos, fusilaron a uno de sus comandantes en la estación, acusándolo de traición, y volvieron a Crimea.
En Rostov y Novocherkask, los generales de infantería Mijaíl Alekséyev y Lavr Kornílov empezaron a organizar al Ejército de Voluntarios. El Consejo de Comisarios del Pueblo, encabezado por Vladímir Lenin, consideró que la movilización en el río Don era la mayor amenaza para su gobierno, debido a la cantidad de cosacos que podrían unirse a las tropas contrarrevolucionarias, y también porque el Ejército Voluntario y los cosacos representaban una amenaza directa para el Dombás, que había simpatizado con la revolución de Octubre. Además, el control sobre Rostov y Novocherkask proporcionaría a la Guardia Roja un enlace ferroviario con el Cáucaso. Se decidió transferir tropas desde Rusia Central a esta región, lideradas por Vladímir Antónov-Ovséyenko, uno de los comandantes del golpe de Estado bolchevique en Petrogrado. Su fuerza, organizada apresuradamente, consistía, además de las unidades venidas desde el norte, en unidades obreras del Dombás. El 23 de diciembre de 1917, el ejército de Antónov-Ovséyenko, junto con tropas bolcheviques locales, capturó Járkov. El 24 y 25 de diciembre, se celebró en esa ciudad el Primer Congreso de los Sóviets de Ucrania, durante el cual se proclamó la República Popular Ucraniana de los Sóviets. Parte de las tropas de Antónov-Ovséyenko se encargaron de apoyarla en la lucha contra la Rada Central Ucraniana, el resto continuó la lucha contra Kaledín. El 26 de enero de 1918, la primera parte de su ejército capturó Kiev.

## Plan
En la lucha contra Kaledín y Kornílov, Antónov-Ovséyenko buscaba unir sus fuerzas con los Cosacos Rojos de Fiódor Podtyolkov y el práporshchik Mijaíl Krivoshlykov, así como las fuerzas del comandante Mijaíl Petrov, quien marchaba hacia el sur desde Vorónezh. Después de tomar Rostov y Novocherkask, esperaba marchar más al sur para unirse a las tropas de la 39.ª División de Infantería del ejército ruso, que había mostrado fuertes simpatías por los bolcheviques antes de la revolución. El 8 de enero de 1918, Antónov-Ovséyenko dividió sus fuerzas en dos grupos: el primero, encabezado por el práporshchik Rudolf Sievers, con 10 000 hombres, debía atacar Taganrog y luego Rostov; el segundo, bajo el mando del práporshchik Yuriy Sablin, tenía la tarea de unirse a las tropas de Petrov. Nicolas Werth estimaba que las fuerzas de Kornílov y Sievers que se enfrentaron a inicios de 1918 sumaban 6000 hombres distribuidos equitativamente entre ambos bandos.

## Combate
Los rojos contaban con una enorme ventaja numérica en el Don, pero lucharon sin entusiasmo ni disciplina. En más de una ocasión, unidades individuales, por iniciativa propia, firmaron treguas locales con las fuerzas contrarrevolucionarias y se retiraron del combate. Este fue el caso de los soldados de la 39.ª División, que acordaron una tregua por iniciativa propia con la 8.ª División Cosaca. El grupo de Sablin logró conectar con las tropas de Petrov, pero el 31 de enero fue vencido en Licha en una batalla contra los cosacos del coronel Vasili Chernetsov. Poco después, sin embargo, la unidad de Chernetsov rompió la tregua local previamente acordada y el 3 de febrero fue derrotada por la unidad de Podtyolkov Esta victoria abrió el camino hacia Novocherkask para el grupo de Sablin.
El 25 de enero, el grupo de Sievers fue derrotado en Matvieyovy Kurgan por la tropa menos numerosa pero más disciplinada del coronel Aleksandr Kutépov, uno de los primeros enfrentamientos serios con los blancos. Sin embargo, dos días después, los blancos tuvieron que retirar parte de sus fuerzas a Taganrog, donde había estallado un levantamiento obrero. El 2 de febrero, los bolcheviques se hicieron con la ciudad y un día después las tropas de Sievers iniciaron su marcha hacia ella, llegando el 8 de febrero. No queriendo destruir a las fuerzas que habían logrado reunir, Kornílov y Alekséyev acordaron abandonar Rostov y Novocherkask. Kaledín se negó y se quitó la vida el 11 de febrero.

## Consecuencias
En la noche del 21 al 22 de febrero, las fuerzas blancas abandonaron Rostov de manera ordenada hacia Yekaterinodar, iniciando la Primera Campaña del Kubán. El 23 de febrero, Sievers capturó la Rostov. Las tropas cosacas de Novocherkask no lograron hacer lo mismo, porque el 25 de febrero, la ciudad fue tomada por el comité militar revolucionario local reconstruido. Solo 1500 cosacos, liderados por el mayor general Piotr Popov, huyeron caóticamente hacia el río Sal en un episodio conocido como la Marcha de la Estepa. Inmediatamente después, Sablin y sus hombres entraron en la ciudad. Seis días después, el mayor general Anatoli Nazarov y el presidente del krug Yevgueni Volóshinov fueron ejecutados.